# Golf d'Amundsen
|  | No s'ha de confondre amb badia d'Amundsen. |

El golf d'Amundsen (en anglès,Amundsen Gulf) és un golf localitzat a l'Àrtida canadenca, a l'extrem sud-oest del mar de Beaufort, un dels mars litorals de l'oceà Àrtic. Administrativament les seves aigües banyen les costes del Canadà: la part oriental correspon al territori autònom de Nunavut i la resta, la part central i occidental, als Territoris del Nord-oest.
El recorregut a través del golf és una de les variants de la secció occidental del Pas del Nord-oest utilitzada per evitar l'estret de McClure, gairebé sempre tancat pels gels.
Poques persones viuen a les costes del golf, però hi ha pobles i comunitats, com Ikhuak, Ulukhatok i Paulatuk.

## Geografia
El golf d'Amundsen està delimitat, a l'est, per la costa sud-occidental de l'illa Victòria; al nord, per la costa meridional de l'illa de Banks, i al sud, per la costa continental del Canadà. Té una longitud de prop de 400 km i uns 150 km d'amplada en la seva confluència amb el mar de Beaufort.

## Fauna

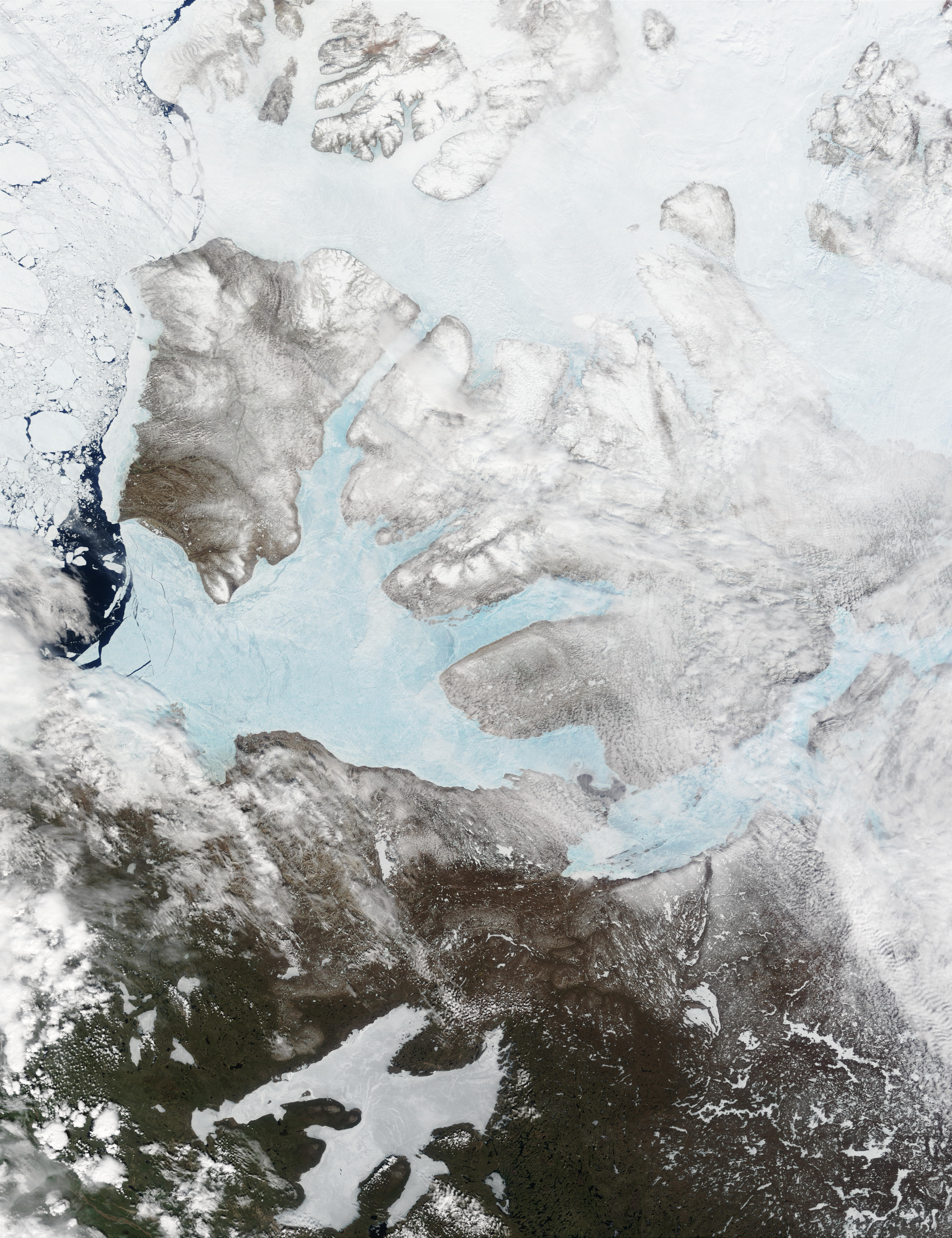
Imatge espectroradiomètrica en què es pot veure el Golf d'Amundsen, al centre el blau brillant. A sobre seu hi ha l'illa de Banks, a l'esquerra, i l'illa Victòria, a la dreta. A la part inferior hi ha, el Gran Llac dels Ossos, congelat, i la tundra que està començant a perdre la seva coberta de neu hivernal). ((juny de 2002)

En les aigües del golf hi ha balenes beluga, foques, truita àrtica, bacallà i fins i tot salmó, que va aparèixer en les aigües del golf per primera vegada fora d'Ikhuak entre 1999 i 2001.

## Història
La costa continental, la part meridional del golf, va ser reconeguda des de terra per John Franklin (1786-1847) en les seves dues expedicions de reconeixement en 1819-22 i 1824-26, en les que anava acompanyat per George Back (1796-1878)) i el naturalista John Richardson (1787-1865). Al final d'aquestes expedicions, Franklin, Back i Richardson havien estudiat gairebé la meitat de la longitud de la costa nord-americana, des de la península de Kent fins a la badia Prudhoe, a Alaska.
En la segona d'aquestes expedicions els acompanyà l'explorador canadenc Peter Warren Dease (1788-1863), que més tard tornaria a realitzar l'exploració de la zona entre 1833-1839. En el seu honor, l'estret de Dease porta el seu nom.
El primer occidental del qual es té constància que va navegar per les seves aigües va ser l'any 1850, l'explorador britànic Robert McClure (1807-1873) comandant el  HMS Investigator, en una de les expedicions de la Royal Navy en la recerca de l'expedició perduda de Franklin. En aquesta expedició McClure va ser el primer que va aconseguir completar el Pas del Nord-oest, tot i que part del trajecte el va fer a peu i en trineus.
El golf d'Amundsen va ser reconegut entre 1903 i 1906 per l'explorador noruec Roald Amundsen (1872-1928), en honor del qual es va batejar aquest golf.